# (6579) Benedix
(6579) Benedix es un asteroide perteneciente al cinturón de asteroides, descubierto el 2 de marzo de 1981 por Schelte John Bus desde el Observatorio de Siding Spring, Nueva Gales del Sur, Australia.

## Designación y nombre
Designado provisionalmente como 1981 ES4. Fue nombrado por Gretchen K. Benedix (nacida en 1968) quien es curadora de meteoritos en el Museo de Historia Natural de Londres. Su trabajo sobre acondritas primitivas ha proporcionado nuevos conocimientos sobre los procesos de fusión e impactos en planetas menores.

## Características orbitales
Benedix está situado a una distancia media del Sol de 2,613 ua, pudiendo alejarse hasta 3,084 ua y acercarse hasta 2,141 ua. Su excentricidad es 0,180 y la inclinación orbital 15,870 grados. Emplea 1542,43 días en completar una órbita alrededor del Sol.

## Características físicas
La magnitud absoluta de Benedix es 13,54. Tiene 6,477 km de diámetro y su albedo se estima en 0,201.